# Apoecis anholoxantha
Apoecis anholoxantha är en fjärilsart som beskrevs av Diakonoff 1955. Apoecis anholoxantha ingår i släktet Apoecis och familjen säckspinnare. Inga underarter finns listade i Catalogue of Life.